# Nicrophorus nigrita
Nicrophorus nigrita är en skalbaggsart som beskrevs av Mannerheim 1843. Nicrophorus nigrita ingår i släktet Nicrophorus och familjen asbaggar. Inga underarter finns listade i Catalogue of Life.